# Episodi di Marta & Eva (prima stagione)
La prima stagione della serie televisiva Marta & Eva è stata trasmessa in prima TV assoluta dal 26 aprile 2021 al 21 maggio 2021 su Rai Gulp.
| Nº | Titolo               | Prima TV       | Anteprima      |
| -- | -------------------- | -------------- | -------------- |
| 1  | Episodio uno         | 26 aprile 2021 | 26 aprile 2021 |
| 2  | Episodio due         | 27 aprile 2021 | 26 aprile 2021 |
| 3  | Episodio tre         | 28 aprile 2021 | 26 aprile 2021 |
| 4  | Episodio quattro     | 29 aprile 2021 | 26 aprile 2021 |
| 5  | Episodio cinque      | 30 aprile 2021 | 26 aprile 2021 |
| 6  | Episodio sei         | 3 maggio 2021  | 26 aprile 2021 |
| 7  | Episodio sette       | 4 maggio 2021  | 26 aprile 2021 |
| 8  | Episodio otto        | 5 maggio 2021  | 26 aprile 2021 |
| 9  | Episodio nove        | 6 maggio 2021  | 26 aprile 2021 |
| 10 | Episodio dieci       | 7 maggio 2021  | 26 aprile 2021 |
| 11 | Episodio undici      | 10 maggio 2021 | 26 aprile 2021 |
| 12 | Episodio dodici      | 11 maggio 2021 | 26 aprile 2021 |
| 13 | Episodio tredici     | 12 maggio 2021 | 26 aprile 2021 |
| 14 | Episodio quattordici | 13 maggio 2021 | 26 aprile 2021 |
| 15 | Episodio quindici    | 14 maggio 2021 | 26 aprile 2021 |
| 16 | Episodio sedici      | 17 maggio 2021 | 26 aprile 2021 |
| 17 | Episodio diciassette | 18 maggio 2021 | 26 aprile 2021 |
| 18 | Episodio diciotto    | 19 maggio 2021 | 26 aprile 2021 |
| 19 | Episodio diciannove  | 20 maggio 2021 | 26 aprile 2021 |
| 20 | Episodio venti       | 21 maggio 2021 | 26 aprile 2021 |